# Latvijas Sabiedriskie Mediji

Logotypen för engelskspråkiga LSM.

Latvijas Sabiedriskie Mediji, ofta förkortat LSM, är en offentligt finansierad radio- och TV-organisation som drivs av båda Lettlands offentliga programföretag, Latvijas Televīzija och Latvijas Radio. LSM tillhandahåller nyheter, analyser, kultur och underhållning, huvudsakligen producerat av Latvijas Televīzija och Latvijas Radio, samt av portalens redaktionella personal. Webbplatsen lanserades den 3 februari 2013.
LSM-innehåll finns även tillgängligt på lettgalliska, ryska, engelska, ukrainska, belarusiska och polska. Nyhetsinnehåll på engelska gjordes tillgängligt från och med den 1 juli 2014.

## Bakgrund
En enhetlig nyhetsportal var ett av de planerade stegen i en mycket bredare konvergens av de två offentliga programföretagen. År 2012 godkände Lettlands nationella elektroniska medieråd (NEMC) konceptet att skapa en ny lettisk public service-medieorganisation.
NEMC-medlemmarna var tvungna att välja mellan tre olika scenarier:
- partiell konvergens (institutionellt oberoende, men båda medierna ska engagera sig i gemensamma projekt).
- fullständig konvergens med en enda styrelse och ledning.
- nytt enda, minimalistiskt medieinnehåll (den nya strukturen i sig skulle endast producera nyhets- och aktualitetsprogram).

NEMC valde det andra förslaget och godkände dess förverkligande, inklusive en enhetlig internetplattform som ett nytt lettiskt public service-medium, den 7 januari 2013. LSM.lv uppvisade snabb tillväxt under sitt första år.
Enligt en artikel, publicerad den 3 februari 2014, kom 60% av alla länkar till webbplatsen från sociala nätverk som Facebook, Twitter och draugiem.lv under den första månaden.Under sitt andra verksamhetsår rankades portalen bland de 10 mest populära sajterna i Lettland av Reach. I februari 2015 nådde lsm.lv 16,92% av publiken enligt "Gemius"-data. Det placerade den enhetliga nyhetsportalen på 10:e plats  – dess högsta placering hittills. Ökningen kan förklaras av en minskad fragmentering av de offentliga programföretagens närvaro online.
Fram till slutet av 2014 drev Latvijas Televīzija och Latvijas Radio separata domäner – ltv.lv och latvijasradio.lv. För att stärka Lettlands public service-sändningars ställning bland andra internetresurser i Lettland blev de båda underdomäner under lsm.lv som ltv.lsm.lv respektive latvijasradio.lsm.lv. Den 12 augusti 2024 lanserade Lettlands offentliga radio och TV LSM+ för offentligt medieinnehåll på andra språk än lettiska (och lettgalliska), med innehåll på engelska, ryska, ukrainska, belarusiska och polska.
Från och med den 2 januari 2025 blev LSM ett enda företag efter den officiella fullständiga sammanslagningen av Latvijas Televīzija och Latvijas Radio.